# Kepler-41
 (juin 2025).
Désignations
Kepler-41 est une naine jaune située dans la constellation du Cygne, à environ 1 093,08 parsecs de la Terre.

## Caractéristiques physiques
Cette étoile est de type spectral G2 V.
Sa température effective est d'environ 5750 K.
Sa masse est estimée à 1,15 fois celle du Soleil.
Son rayon est d'environ 1,29 fois celui du Soleil.
Sa luminosité est d'environ 1,83 fois celle du Soleil.

## Observation
Ses coordonnées célestes sont : ascension droite 19h 38m 03,18s, déclinaison +45° 58′ 53,92″.

## Système planétaire
| Planète     | Masse   | Demi-grand axe (ua) | Période orbitale (jours) | Excentricité | Inclinaison | Rayon   |
| ----------- | ------- | ------------------- | ------------------------ | ------------ | ----------- | ------- |
| Kepler-41 b | 0,56 MJ | 0,03                | 1,86                     | 0,000        | 82,51°      | 1,29 RJ |